# M&T Bank

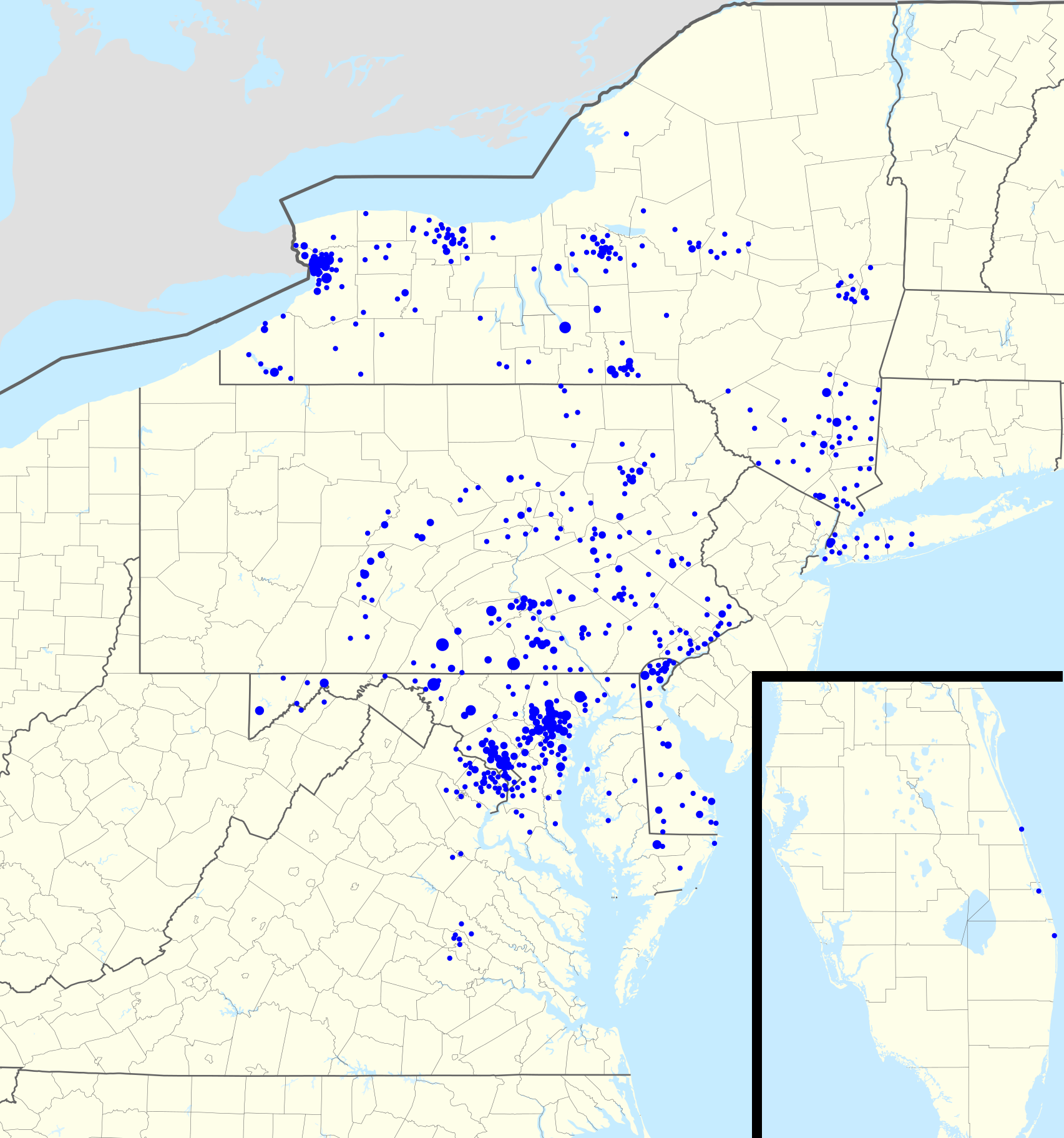
Implantation de M&T Bank en juillet 2011.

M&T Bank est une banque dont le siège social est situé à Buffalo dans l'État de New York aux États-Unis.
M&T Bank possède 78 milliards de dollars d'actif en septembre 2011, avec environ 13 000 employés et 750 agences situées dans l'État de New York, du Maryland, de Pennsylvanie, de Virginie, de Washington, de Virginie-Occidentale, du Delaware, du New Jersey et de Floride.

## Histoire
En septembre 2002, M&T Bank acquiert Allfirst Financial, filiale américaine d'Allied Irish Banks, pour 3,1 milliards de dollars, dont 886 millions en liquidités, une participation de 22,5 % dans le nouvel ensemble créé. Ce nouvel ensemble possède 710 agences, dont 450 proviennent de M&T Bank dans l'État de New York, en Pennsylvanie, au Maryland et en Virginie-Occidentale, contre 260 agences pour Allfirst dans le Maryland, le Delaware, la Pennsylvanie, Washington D. C. et la Virginie. Allfirst Financial avait été l'objet d'une perte de trading de 691,2 millions de dollars quelques mois plus tôt. Cette acquisition se fait en parallèle de près de 1 100 suppressions de postes chez Allfirst, principalement dans le Maryland, lieu de son siège social,,.
En décembre 2008, M&T acquiert Provident Bank pour 401 millions de dollars, augmentant sa présence en Virginie avec 60 agences de plus et surtout dans le Maryland avec 250 agences en plus de ses agences déjà présentes.
En août 2012, M&T Bank rachète Hudson City Bancorp pour 3,7 milliards de dollars. Hudson City Bancorp était une ancienne caisse d'épargne de nature mutuelle qui s'est démutualisée en 2005, et s'est introduit en bourse. Elle était principalement présente dans l'État du New Jersey, mais aussi dans l'État de New York et dans le Connecticut. Elle possédait 135 agences,.

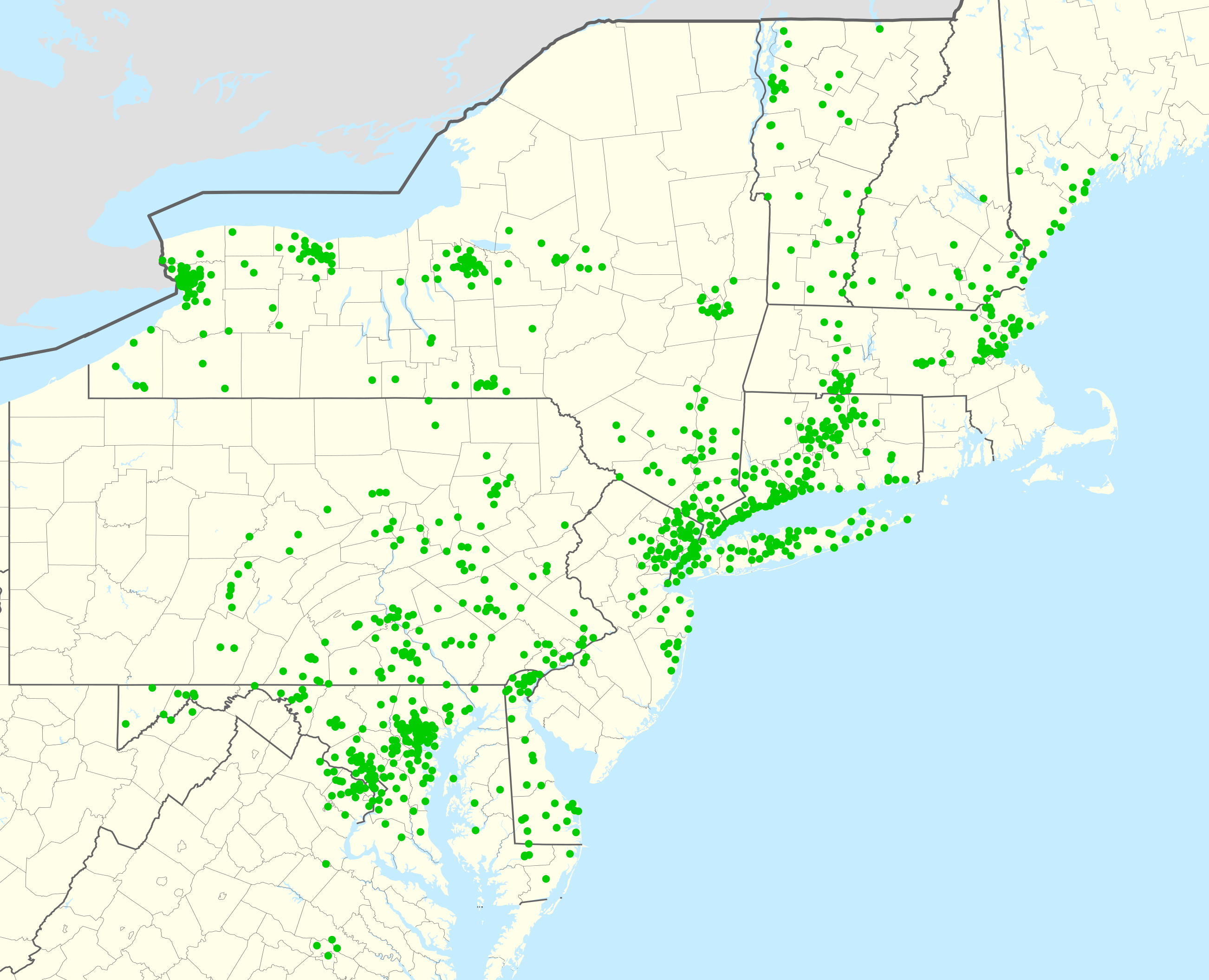
Implantation de M&T Bank en juillet 2025

En février 2021, M&T Bank annonce l'acquisition de People’s United Financial, banque basée au Connecticut et présent en Nouvelle-Angleterre, pour 7,6 milliards de dollars.